# Palmer Station
Palmer Station är en amerikansk forskningsstation på Anversön utanför Antarktis. Den invigdes 1968 och drivs av United States Antarctic Program (USAP). Stationen är uppkallad efter Nathaniel Palmer, som anses vara den förste amerikan som såg den antarktiska kontinenten. 
Sommartid bemannas stationen av uppemot 46 personer, om vintrarna mellan 15 och 20. Stationen är utrustad med laboratorier, helikopterlandningsplats och en kaj.